# Carl Lindhagen
Pour les articles homonymes, voir Lindhagen.
Carl Albert Lindhagen, né le 17 décembre 1860 et mort le 11 mars 1946, est un avocat et homme politique suédois. 

## Carrière
Il est maire de Stockholm, capitale de la Suède, de 1903 à 1930, et membre du Parlement de 1897 à 1940. Homme politique de gauche, il est successivement membre du Parti libéral jusqu'en 1900, membre de la coalition nationale libérale de 1900 à 1907, membre du Parti social-démocrate de 1909 à 1917, membre du Parti social-démocrate de gauche de 1917 à 1921, avant de retourner chez les sociaux démocrates à partir de 1923.
On lui doit notamment les premières constructions de cités-jardins à Stockholm, politique de logement social du début du XXe siècle permettant aux familles ouvrières d'accéder à des logements décents et abordables.
Il est le fils de l'homme politique et urbaniste suédois Albert Lindhagen, ainsi que le frère de la féministe et sociale-démocrate Anna Lindhagen.